# Hans-Peter Heekerens
Hans-Peter Heekerens (* 16. August 1947 in Mosbach) ist ein deutscher emeritierter Professor für Sozialarbeit/Sozialpädagogik und Pädagogik an der Hochschule für angewandte Wissenschaften München.

## Leben
Heekerens studierte an der Ruprecht-Karls-Universität Heidelberg von 1967 bis 1974 Theologie und von 1971 bis 1976 Psychologie. Im Jahr 1979 erwarb er in Heidelberg den Dr. theol., im Jahr 1990 an der Carl von Ossietzky Universität Oldenburg den Dr. phil. Im Jahr 1994 wurde er von der Universität Bremen in Klinische Psychologie habilitiert. Von 1976 bis 1980 arbeitete er an der Psychologischen Beratungsstelle für Erziehungs-, Partnerschafts- und Lebensfragen in Neckargemünd, von 1980 bis 1981 als wissenschaftlicher Mitarbeiter an der Kinder- und Jugendpsychiatrie der FU Berlin und von 1981 bis 1984 als wissenschaftlicher Mitarbeiter am Psychologischen Institut der TU Berlin. Im Jahr 1984 wurde er an die Hochschule München zum Professor für das neu geschaffene Fach Sozialarbeit/Sozialpädagogik berufen. 1994 wurde die Professur auf die Lehrgebiete Sozialarbeit/Sozialpädagogik und Pädagogik erweitert.

## Leistungen
Heekerens hat durch Praxis und Theorie dazu beigetragen, Erlebnispädagogik und Familientherapie als Methoden der Sozialen Arbeit zu etablieren und Fragen der Familienforschung für die Soziale Arbeit fruchtbar zu machen. Er führte 1986 die Erlebnispädagogik als Fachgebiet ein und implementierte zeitgleich ein erlebnispädagogisches Labor an der heutigen Fakultät für angewandte Sozialwissenschaft der Hochschule München. Das Thema Erlebnispädagogik wird dort in den handlungsorientierten Modulen Methoden der Soziale Gruppenarbeit und der Projektpraxis gelehrt.

## Schriften
- Die Zeichen-Quelle der johanneischen Redaktion. Katholisches Bibelwerk, Stuttgart 1984.
- Die zweite Ehe. Wiederheirat nach Scheidung und Verwitwung. Deutscher Studien Verlag, Weinheim 1988.
- Familientherapie und Erziehungsberatung. Asanger, Heidelberg 1989.
- Wiederheirat und Stieffamilie. Eine Bibliographie deutsch-, englisch- und französischsprachiger Literatur der Jahre 1889–1988. Bundesinstitut für Bevölkerungsforschung, Wiesbaden 1989.
- mit S. K. D. Sulz (Hrsg.): Familien in Therapie. Grundlagen und Anwendung kognitiv-behavioraler Familientherapie. CIP-Medien, München 2002.
- 100 Jahre Erlebnispädagogik. Rück-, Rund- und Ausblicke. ZKS-Verlag, Großmannsdorf 2019.
- Psychotherapie und Soziale Arbeit. Studien zu einer wechselvollen Beziehungsgeschichte. ZKS-Verlag, Coburg 2016.
- So fern – so nah. Eine Lesereise nach Galizien. LIT Verlag, Berlin 2024.